# Triád (kémia)
A triád (Döbereiner triádjai) kifejezést a kémiában a periódusos rendszerrel összefüggésben használják. 
A periódusos rendszer eredeti táblázatát a szubatomi részecskék felfedezése és az atomszerkezetről alkotott jelenlegi kvantummechanikai elméletek kidolgozása előtt állították össze. Ha az elemeket atomtömegük szerint sorrendbe állítjuk, és bizonyos tulajdonságokat megvizsgáljuk, felfedezhető ismétlődés, „periodicitás” a növekvő atomtömeg mentén. Az első tudós, aki ezt felismerte a német kémikus, Johann Wolfgang Döbereiner volt, aki 1828-ban felfedezett egy pár, hasonló elemekből álló triádot:
| Elem      | Atomtömeg (g/mol) | Sűrűség (g/cm³) | Hányados (cm³/mol) |
| --------- | ----------------- | --------------- | ------------------ |
| klór      | 35,453            | 0,003214        | 11030              |
| bróm      | 79,904            | 3,12            | 25,6               |
| jód       | 126,904 47        | 4,93            | 25,7               |
|           |                   |                 |                    |
| kalcium   | 40,078            | 1,55            | 26,0               |
| stroncium | 87,62             | 2,54            | 33,2               |
| bárium    | 137,327           | 3,59            | 38,2               |

1829-ben Döbereiner felállította a triádok törvényét: a triád középső elemének atomtömege a két másik számtani közepe volt. Újabb tudósok a triádokon túlmutató kémiai összefüggéseket fedeztek fel: a fluor bekerült a klór, bróm és jód mellé; a kén, oxigén, szelén és tellúr egy családba kerültek; a nitrogén, foszfor, arzén, antimon és bizmut pedig egy újabb csoportot alkotott.